# (9231) Shimaken
(9231) Shimaken est un astéroïde de la ceinture principale.

## Description
(9231) Shimaken est un astéroïde de la ceinture principale. Il fut découvert le 29 janvier 1997 à Ōizumi par Takao Kobayashi. Il présente une orbite caractérisée par un demi-grand axe de 2,16 UA, une excentricité de 0,13 et une inclinaison de 3,1° par rapport à l'écliptique.

## Compléments